# San Francisco 49ers 1969
La stagione 1969 dei San Francisco 49ers è stata la 19ª della franchigia nella National Football League.

## Partite

### Stagione regolare
| Turno | Data       | Avversario            | Risultato | Pubblico |
| ----- | ---------- | --------------------- | --------- | -------- |
| 1     | 21/9/1969  | at Atlanta Falcons    | S 24–12   | 45,490   |
| 2     | 28/9/1969  | at Green Bay Packers  | S 14–7    | 48,184   |
| 3     | 5/10/1969  | Washington Redskins   | P 17–17   | 35,184   |
| 4     | 12/10/1969 | Los Angeles Rams      | S 27–21   | 45,995   |
| 5     | 19/10/1969 | Atlanta Falcons       | S 21–7    | 28,684   |
| 6     | 26/10/1969 | at Baltimore Colts    | V 24–21   | 60,238   |
| 7     | 2/11/1969  | Detroit Lions         | S 26–14   | 35,100   |
| 8     | 9/11/1969  | at Los Angeles Rams   | S 41–30   | 73,795   |
| 9     | 16/11/1969 | Baltimore Colts       | V 20–17   | 38,472   |
| 10    | 23/11/1969 | at New Orleans Saints | S 43–38   | 71,448   |
| 11    | 27/11/1969 | at Dallas Cowboys     | P 24–24   | 62,348   |
| 12    | 6/12/1969  | Chicago Bears         | V 42–21   | 32,826   |
| 13    | 14/12/1969 | at Minnesota Vikings  | S 10–7    | 43,028   |
| 14    | 21/12/1969 | Philadelphia Eagles   | V 14–13   | 25,391   |